# Konvikt
Konvikt (lat. convictorium, izvedenica iz convictus što znači "dugovanje") je ustanova u kojoj se odgaja mladež koja zajedno živi, a koja inače polazi vanjske škole. Danas je to naziv za Đački dom.
Konvikti se u organizaciji povode za organizacijom samostana i razvili su se tamo gdje je postojao utjecaj Katoličke crkve. Uzdržavaju se najčešće doprinosima i darovima donatora i njihovim zakladama. U konviktima se prefekti brinu za odgoj pitomaca (konviktoraca) i pomažu im pri učenju.